# 2005 Real Football
2005 Real Football es un videojuego de deportes desarrollado por Gameloft Beijing y publicado por Gameloft para teléfonos móviles con J2ME. Fue lazado el 23 de julio de 2005. Es la segunda entrega de la serie Real Football.

## Jugabilidad
2005 Real Football es el segundo juego de la serie y la perspectiva se ha modificado a una vista isométrica. El juego vuelve a tener licencia completa y ofrece diferentes modos de juego: Partida rápida, Exhibición, Copa, Liga y Entrenamiento. A diferencia de los juegos anteriores, ahora también están disponibles algunos clubes famosos como el Liverpool y el AC Milan, además de las selecciones nacionales.
El juego básico sigue siendo el mismo: tres botones para acciones como entradas, pases y tiros, pero ahora con la incorporación de un medidor de potencia para los jugadores, que puede alcanzar el máximo después de acciones exitosas. Otras novedades incluyen centros, acciones en el aire, un doble toque en una tecla de movimiento para correr y movimientos controlados por el jugador para el portero durante los penaltis. Antes de un partido, el jugador puede establecer la formación y cambiar las posiciones. Los jugadores siguen teniendo habilidades individuales basadas en cuatro configuraciones.
Después de ganar copas, los jugadores pueden recoger trofeos que se encuentran en una galería. También hay un pequeño minijuego cuando un corredor entra al campo. Debe superar a los guardias y acercarse lo más posible a los jugadores.